# César pro nejlepší animovaný film
César pro nejlepší animovaný film je jedna z kategorií francouzské filmové ceny César, která existuje od roku 2011. V letech 2011 až 2013 tato kategorie sdružovala jak celovečerní, tak krátkometrážní animované filmy. Od roku 2014 byly kategorie rozděleny, když byla vytvořena samostatná kategorie César pro nejlepší krátkometrážní animovaný film.

## Vítězové a nominovaní

### 10. léta
- 2011: Iluzionista – Sylvain Chomet
  - Arthur a souboj dvou světů – Luc Besson
  - Muž s modrým Gordini – Jean-Christophe Lie
  - Logorama – H5
  - Život kočky – Jean-Loup Felicioli a Alain Gagnol

- 2012: Rabínův kocour – Joann Sfar a Antoine Delesvaux
  - Le Cirque – Nicolas Brault
  - Myší ocásek – Benjamin Renner
  - Příšerka v Paříži – Éric Bergeron
  - Obraz – Jean-François Laguionie

- 2013: O myšce a medvědovi – Benjamin Renner, Vincent Patar a Stéphane Aubier
  - Edmond byl osel – Franck Dion
  - Kirikou a muži a ženy – Michel Ocelot
  - Oh Willy… – Emma de Swaef a Marc James Roels
  - Zarafa – Rémi Bezançon a Jean-Christophe Lie

- 2014: Loulou, l'incroyable secret – Éric Omond
  - Aya z Yopougonu – Marguerite Abouet a Clément Oubrerie
  - Maminka je v Americe, potkala Buffalo Billa – Marc Boréal a Thibaut Chatel

- 2015: Mrňouskové: Údolí ztracených mravenců – Thomas Szabo a Hélène Giraud
  - Píseň moře – Tomm Moore
  - Jack a mechanické srdce – Mathias Malzieu a Stéphane Berla

- 2016: Malý princ – Mark Osborne
  - Adama – Simon Rouby
  - Avril a podivuhodný svět – Christian Desmares a Franck Ekinci

- 2017: Můj život Cuketky – Claude Barras
  - Dívka bez rukou – Sébastien Laudenbach
  - Červená želva – Michael Dudok de Wit

- 2018: Velký zlý lišák – Benjamin Renner a Patrick Imbert
  - Sahara – Pierre Coré
  - Zombilénium – Arthur de Pins a Alexis Ducord

- 2019: Dilili v Paříži – Michel Ocelot
  - Asterix a tajemství kouzelného lektvaru – Alexandre Astier a Louis Clichy
  - Pachamama – Juan Antin

### 20. léta
- 2020: Kde je moje tělo? – Jérémy Clapin
  - Slavná invaze medvědů na Sicílii – Lorenzo Mattotti
  - Kábulské vlaštovky – Zabou Breitman a Éléa Gobbé-Mévellec

- 2021: Josep – Aurel
  - Calamity – dětství Marthy Jane Cannary – Rémi Chayé
  - Malý upírek – Joann Sfar

- 2022: Vrchol nebes – Patrick Imbert
  - Přes hranici – Florence Miailhe
  - Myši patří do nebe – Denisa Grimmová a Jan Bubeníček

- 2023: Moje slunce Mad – Michaela Pavlátová
  - Myška a medvěd na cestách – Jean-Christophe Roger a Julien Chheng
  - Mikulášovy patálie: Jak to celé začalo – Amandine Fredon a Benjamin Massoubre

- 2024: Kuře pro Lindu – Chiara Malta a Sébastien Laudenbach
  - Psům a Italům vstup zakázán – Alain Ughetto
  - Mars Express – Jérémie Périn

- 2025: Kočičí odysea – Gints Zilbalodis
  - Nejcennější dárek – Michel Hazanavicius
  - Sauvages – Claude Barras